# Klasstriderna i Frankrike 1848-1850
Klasstriderna i Frankrike 1840-1850 (Det tyska originalets titel: Die Klassenkämpfe in Frankreich 1848 bis 1850) är en skrift av Karl Marx från år 1850. Den publicerades först i Neue Rheinische Zeitung. Politisch-ökonomische Revue (ej att förväxla med föregångaren Neue Rheinische Zeitung).
Skriften innehåller en historiematerialistisk analys av de revolutionära händelserna i Frankrike åren 1848-50.
På svenska finns skiften utgiven av Gidlunds förlag 1971 i översättning av Ruth Bohman.